# 秋吉村
秋吉村（あきよしそん）は、かつて山口県美祢郡に属していた村である。

## 歴史
- 1889年（明治22年）4月1日 - 町村制施行により美祢郡秋吉村が村制施行し、秋吉村が発足。
- 1955年（昭和30年）4月1日 - 美祢郡岩永村、別府村、共和村と合併して秋芳町を新設して消滅。